# Thiamylal
Le thiamylal est un composé chimique hétérocyclique, du groupe des barbituriques, utilisé comme médicament sédatif et anesthésique.

## Histoire
Le thiamylal est développé dans les années 1950 et commercialisé, comme médicament, sous le nom de Surital.

## Structure
Le thiamylal est le thiobarbiturique analogue du sécobarbital. Il ne diffère du thiopental que par le remplacement, en position 5 de l'hétérocycle, du groupement éthyle par un groupement allyle (prop-2-ènyle).
| Base de données | ChemSpider | ChEMBL    | UNII (en)  |
| Numéro          | 2297298    | CHEMBL440 | 01T23W89FR |

## Propriétés chimiques
Le thiamylal est une poudre jaune pâle hygroscopique, à l'odeur désagréable. Sa dissolution dans l'eau est exothermique, une élévation de température d'une solution aqueuse provoque la précipitation du solide. Le pH d'une solution à 5 % est fortement basique (10,5 à 11,5).

## Propriétés pharmaceutiques

### Effets
Le thiamylal, dérivé de l'acide barbiturique, est un sédatif à action ultra-courte, avec des propriétés antiépileptiques et hypnotiques. Le thiamylal anesthésie non-sélectivement le système nerveux central. Il peut avoir différents effets, allant du traitement d'une agitation légère par une sédation douce et le sommeil, jusqu'au coma profond ou même la mort. Un effet antalgique (analgésique) ne s'observe qu'à des doses élevées.
Le thiamylal est utilisé, en association avec l'acétaminophène, ou l'aspirine et la caféine, pour ses effets sédatifs et relaxants, dans le traitement des maux de tête, des migraines et des douleurs dues à l'hypertension.
L'effet du thiamylal est similaire à celui du thiopental. C'est essentiellement la dépression du système nerveux central. Le thiamylal agit également sur le système nerveux autonome, par diminution de la transmission neuronale synaptique ganglionnaire, sur le système cardiovasculaire, par ses effets négatifs inotropique et chronotropique, et sur le système respiratoire, par ses effets dépresseurs respiratoires sur le centre respiratoire médullaire.
Comme tous les barbituriques, il se dissout facilement dans les lipides, notamment dans le système nerveux central. Il traverse rapidement les barrières sang-cerveau et sang-tissus. Dans les zones vasculaires du cerveau, le thiamylal est rapidement absorbé, d'abord par la matière grise, avec une vitesse limitée par le flux sanguin. L'absorption est maximale au bout de 30 secondes et le sommeil est provoqué en quelques battements de cœur.
La libération de l'acétylcholine, de la noradrénaline et du glutamate est inhibée. Des données électrophysiologiques indiquent que l'effet sédatif est dû à l'action sur les récepteurs de l'acide 4-aminobutanoïque A (GabaA), conduisant à l'activation des canaux chlorure et donc à une augmentation de la conductance neuronale par les ions chlorure. Le thioamylal se lie à un site associé à un ionopore Cl−, augmentant la durée pendant laquelle celui-ci reste ouvert. L'effet inhibiteur post-synaptique du Gaba dans le thalamus est prolongé.
Le thiamylal provoque également des modifications des propriétés physiques de membranes, le transport des ions calcium Ca2+ dans les tissus excitables, des changements dans la transmission synaptique et des interactions avec des macromolécules. Il a un effet secondaire sur le système digestif et le système rénal, en réduisant, de façon transitoire, la mobilité et le tonus des fibres musculaires gastro-intestinales et en réduisant la filtration glomérulaire et la résorption tubulaire du sodium. De même, on observe une diminution de la mobilité utérine.

#### Pharmacocinétique
Lors de l'injection de doses thérapeutiques, l'hypnose et l'anesthésie apparaissent entre 30 et 60 secondes. Le médicament entre rapidement dans le système nerveux central, puis se répartit dans les tissus adipeux et les muscles de l'organisme, provoquant la disparition rapide des effets anesthésique et hypnotique, au bout de 10 à 25 minutes. Il ne reste alors plus qu'environ 10 % de la dose maximale dans la matière grise. L'élimination totale prend de une à trois heures.

#### Métabolisme
Chez les chiens et les humains, les thiobarbituriques sont métabolisés par carboxylation, oxydation, N-déméthylation et conjugaison avec le glucuronate. Le thiamylal est métabolisé essentiellement par le système hépatique microsomal et un peu dans les reins et le cerveau. Les réactions mises en jeu dans le métabolisme du thiamylal sont l'ω-oxydation de la chaîne latérale, la réaction de désulfuration, l'(ω-1)-oxydation de la chaîne latérale et le clivage du cycle. Le secobarbital est produit par incubation in vitro avec du foie de rat.

### Contre-indications
Le thiamylal ne doit pas être utilisé dans les cas suivants :
- absence de veines adaptées à une injection in vivo ;
- antécédents de réactions d'hypersensitivité aux barbituriques ;
- asthme.

Il est déconseillé dans les cas suivants :
- acidose métabolique ;
- maladie cardiovasculaire grave ou arythmie ventriculaire préexistante ;
- état de choc ;
- surpression intracrânienne ;
- myasthénie sévère ;
- maladie hépatique grave ;
- myxœdème ;
- anémie grave ;
- prémédication excessive.

Le thiamylal, comme les autres thiobarbituriques, traverse facilement la barrière placentaire et son utilisation est déconseillée en cas de grossesse. L'extravasation et les injections intra-artérielle, intra-pleurale et intra-péritonéale doivent être évitées, à cause de la basicité élevée de la solution.

### Effets secondaires
Les effets secondaires suivants peuvent être observés :
- insuffisance circulatoire ;
- thrombophlébite ;
- douleur au point d'injection ;
- insuffisance respiratoire, notamment apnée, laryngospasme et bronchospasme ;
- salivation ;
- délirium ;
- lésion des nerfs voisins du point d'injection ;
- éruptions cutanées ;
- urticaire ;
- nausée ;
- vomissements.

Comme avec les autres thiobarbituriques, l'administration de catécholamines, lors de l'utilisation du thioamylal, augmente la fréquence des arythmies cardiaques, alors que la lidocaïne la diminue. La pression artérielle peut augmenter, mais uniquement chez les patients ayant déjà des maladies des petits vaisseaux sanguins.
L'utilisation répétée du thioamylal est déconseillée, les temps de récupération s'allongeant alors de façon significative. Les effets secondaires parasympathiques (salivation, bradycardie) sont traités par l'utilisation d'agents anticholinergiques (sulfate d'atropine, glycopyrrolate). Le thiamylal accroît, de façon marquée, l'activité des monooxygénases dépendant du cytochrome P450 et augmente le taux de lipides et de protéines du réticulum endoplasmique hépatique lisse. Il est hépatotoxique, causant des hépatites.

### Traitement des surdosages
Comme avec les autres thiobarbituriques, le traitement des surdosages consiste à soutenir l'activité respiratoire (utilisation de dioxygène, ventilation mécanique) et à administrer des soutiens cardiovasculaires (les catécholamines, comme l'épinéphrine, ne doivent pas être utilisées). Il est recommandé d'injecter entre un tiers et la moitié de la dose et d'attendre, pour injecter le reste, de voir si le patient ne subit pas des effets respiratoires (apnée, insuffisance respiratoire).
Le thiamylal n'a pas fait l'objet d'études de toxicité chronique. De même, il n'existe pas (2011) d'étude sur les effets carcinogènes ou mutagènes.

### Interactions médicamenteuses
L'halothane et les thiobarbituriques, notamment le thioamylal, accroissent les effets de l'épinéphrine et la norépinéphrine sur la fibrillation ventriculaire. De même, les effets des dépresseurs du système nerveux central (narcotiques, phénothiazines, antihistaminiques) sur ce dernier et le système respiratoire sont accentués par les thiobarbituriques, dont le thioamylal. Avec le furosémide, on peut observer l'apparition ou l'aggravation de l'hypotension. Le thioamylal entre en compétition avec le sulfisoxasole in vitro pour la liaison avec les sites protéiques du plasma. Ceci se produit aussi avec d'autres sulfonamides.

### Utilisation en médecine humaine
Les propriétés antiépileptiques sont utilisées pour combattre les effets secondaires d'autres anesthésiques. Le thiamylal est utilisé en chirurgie. En médecine, on utilise le sel de sodium du thiamylal (numéro CAS 337-47-3, masse molaire 276,33 g.mol-1). Le thiamylal est injecté, par voie intraveineuse, en solution aqueuse à 2,5 %. Les doses recommandées vont de 1 à 10 mg.kg-1.
Comme les autres thiobarbituriques, le thiamylal présente des effets cardiotoxiques chez l'homme. On observe une hypersensibilité chez les patients souffrant d'asthme ou d'urticaire. Deux cas de réactions allergiques ont été rapportés, avec des spasmes bronchiques et des éruptions cutanées, disparaissant avec l'arrêt du traitement.

### Utilisation en médecine vétérinaire
Le thiamylal est utilisé, en médecine vétérinaire, pour induire une anesthésie. Il est injecté, par voie intraveineuse, aux chevaux, bétail, cochons, chèvres et moutons, en solution aqueuse à 4 %. Les doses recommandées vont de 3 à 32 mg.kg-1. La plupart des vétérinaires recommandent l'utilisation du thiopental comme produit de remplacement. Chez les chiens et les chats, on note une importante salivation suivant une injection intraveineuse.

#### Chien
L'utilisation du thiamylal provoque une arythmie cardiaque dans 65 à 85 % des cas. La fréquence est réduite à 25 % en utilisant un tranquillisant pré-opératoire à base de phénothiazine. Cette arythmie dure environ deux minutes et est supprimée par administration de dioxygène O2. La bigéminie ventriculaire est la plus courante. On observe également une augmentation de la pression sanguine et de longs épisodes de dépression respiratoire peuvent survenir.
Malgré la fréquence plus élevée des arythmies cardiaques avec le thioamylal, celui-ci est préférable au thiopental, car il est moins cardiotoxique. L'utilisation du méthohexital est préférable. La durée des effets est plus longue avec les lévriers et les chiens d'arrêt qu'avec les autres animaux, à cause de leur faible masse graisseuse,.
Une interaction médicamenteuse fatale a été signalée avec le Diathal (procaïne, pénicilline G, sulfate de dihydrostreptomycine, méthylsulfate de diphémanil et maléate de chlorphéniramine).
Avec un dosage de 15 mg.kg-1, le volume de distribution, à l'état stationnaire, est de 3,000 L.kg-1, la clairance de 3,21 mL.min-1.kg-1 et le temps de séjour de 15,5 h. La concentration dans le plasma sanguin passe de 19,4 µg.mL-1, une minute après l'injection, à 3,13 µg.mL-1 au bout de huit heures.
| Organe                                                                     | Tissus adipeux | Cerveau | Foie | Rein | Muscle | Poumon | Rate |
| Rapport concentration dans les tissus/concentration dans le plasma sanguin | 8              | 0,7     | 1,6  | 0,9  | 1,3    | 0,9    | 0,7  |

Une étude de la toxicité chronique, comportant l'injection intraveineuse de 16,6 mg.kg-1 durant onze jours, a montré l'apparition de problèmes nerveux au bout d'une semaine, qui disparaissent à l'arrêt du traitement.

#### Chat
Une publication concernant la pharmacocinétique du thiamylal, avec un dosage de 13,2 mg.kg-1, montre une première phase rapide de distribution (t1/2 = 1,91 min), suivie d'une seconde plus lente (t1/2 = 26,5 min). Pour l'élimination, le temps de demi-réaction est t1/2 = 14,3 h. Le volume de distribution, dans la première phase, est de 3,61 L.kg-1 et de 0,46 L.kg-1 dans la seconde phase. La clairance est de 2,25 mL.min-1.kg-1.
La courte période d'anesthésie est suivie par une période prolongée de sédation. Chez le chat, le thiamylal est utilisé pour provoquer l'anesthésie et est complété par d'autres agents anesthésiques (comme l'halothane). Les chats siamois sont susceptibles de développer une insuffisance du système nerveux central.

#### Mouton
Chez le mouton, avec un dosage de 13,2 mg.kg-1, le taux de liaison protéique du thiamylal va de 89,6 à 91,9 %. Les volumes de distribution s'établissent à 0,34 L.kg-1 pour le compartiment central, 1,04 L.kg-1 calculé par la méthode des aires et 0,93 L.kg-1 à l'état stationnaire. La clairance est de 6,38 mL.min-1.kg-1.

#### Cheval
Une étude pharmacocinétique est menée chez le poney, avec une dose injectée de 11 mg.kg-1. Les concentrations de thiamylal dans le plasma sanguin sont déterminées par Chromatographie liquide haute performance (HPLC), avec une détection par spectrométrie ultraviolette. La cinétique correspond à un mécanisme à trois compartiments. Les volumes de distribution s'établissent à 0,36 L.kg-1 pour le compartiment central et à 0,31 L.kg-1 pour le calcul par la méthode des aires. La clairance est de 5,90 mL.min-1.kg-1. Le taux de liaison protéique va de 91,0 à 94,6 %.
Pour le cheval, les doses recommandées sont (injection dans la jugulaire) :
- thioamylal utilisé seul[13] :

anesthésie légère : 2,0 à 4,4 mg.kg-1,
anesthésie profonde : 7,3 mg.kg-1 ;
- après sédation et administration de gaïfénésine : 4,4 à 6,6 mg.kg-1[14] ;
- après administration d'un tranquillisant : 6,6 à 9,8 mg.kg-1[14].

#### Lapin
Chez des lapins traités au thiamylal, cinq métabolites ont été identifiés dans l'urine. Les deux principaux sont l'acide thiamylal-ω-carboxylique et l'hydroxy-(ω-1)thiamylal. Deux autres ont été identifiés : l'acide secobarbital-ω-carboxylique et l'hydroxy-(ω-1)secobarbital.

#### Souris
Lors d'une étude, des souris enceintes reçoivent des doses croissantes de thiamylal, entre la première et la deuxième semaine de gestation. À partir de 20 mg.kg-1, on observe une réduction de la masse des nouveau-nés. Au-dessus de 40 mg.kg-1, des effets toxiques apparaissent et, au-delà de 60 mg.kg-1, le nombre des malformations, comme le pied-bot, l'oligodactylie et la polydactylie, augmente.

## Statut légal
Le thiamylal est soumis à la Convention internationale sur les substances psychotropes. Dans l'Union européenne, une utilisation avec les animaux producteurs d'aliments est autorisée, car le thiamylal est inscrit au tableau 1 (substances autorisées) de l'annexe II du règlement (UE) no 37/2010.
En République fédérale d'Allemagne, le thiamylal n'est délivré que sur ordonnance et son transport fait l'objet de restrictions, en raison de son inscription comme stupéfiant à l'annexe 3 BtMG. Le traitement et la prescription sans autorisation sont punis par la loi. Des informations complémentaires sont disponibles dans l'article principal Loi sur les stupéfiants en Allemagne. Actuellement, il n'existe pas, en Allemagne, de médicament approuvé qui contienne l'ingrédient actif thiamylal.
Le thiamylal n'est plus autorisé en Suisse. Au Canada, il est inscrit à l'annexe III. Aux États-Unis, il est inscrit à l'annexe III et dans le Livre vert de l'Administration de l'alimentation et des médicaments (FDA).

## Conservation
Le thiamylal solide est stable à l'abri de l'air. Avant utilisation, il est dissous dans de l'eau stérile ou une solution saline de chlorure de sodium (Na+, Cl−). Les solutions d'extrose sont trop acides et provoquent la précipitation. Les solutions se conservent deux à six jours au réfrigérateur, mais il est recommandé de les utiliser dans les 24 heures suivant la préparation. Les solutions saturées ne sont pas utilisables en médecine. La solution ne doit pas être utilisée en mélange avec l'atropine, la succinylcholine ou la tubocararine.

## Fabricant
Le thioamylal est produit par Parkedale pharmaceuticals inc.